# Uitvoeringswet genocideverdrag
De Uitvoeringswet Genocideverdrag was een Nederlandse wet die het plegen van genocide door of tegen een Nederlander strafbaar stelde. Het was een uitvoeringsregeling van het Verdrag inzake de voorkoming en de bestraffing van genocide. De wet werd op 1 oktober 2003 vervangen door de Wet internationale misdrijven (WIM). Voor genocide gepleegd voor de inwerkingtreding van de WIM is in beginsel de Uitvoeringswet genocideverdrag nog steeds van toepassing. De rechtbank 's-Gravenhage oordeelde in 2007 echter dat een hier ter lande verblijvende Rwandees die verdacht werd van het plegen van genocide tijdens de Rwandese Genocide (in 1994) niet vervolgd kon worden op basis van de Uitvoeringswet genocideverdrag, omdat de Nederlandse rechter op basis van deze wet alleen rechtsmacht toekomt voor genocide gepleegd door of tegen een Nederlander. Daarom pasde de wetgever de Wet internationale misdrijven aan, zodat de rechter met terugwerkende kracht vanaf 25 oktober 1970 (de inwerkingtreding van de Uitvoeringswet) rechtsmacht op basis van de WIM over genocide kan uitoefenen, ook indien de genocide buiten Nederland door een vreemdeling werd gepleegd. Voorwaarde is wel dat de verdachte zich ten tijde van de tenlastelegging in Nederland bevindt.